# Billy Bauer

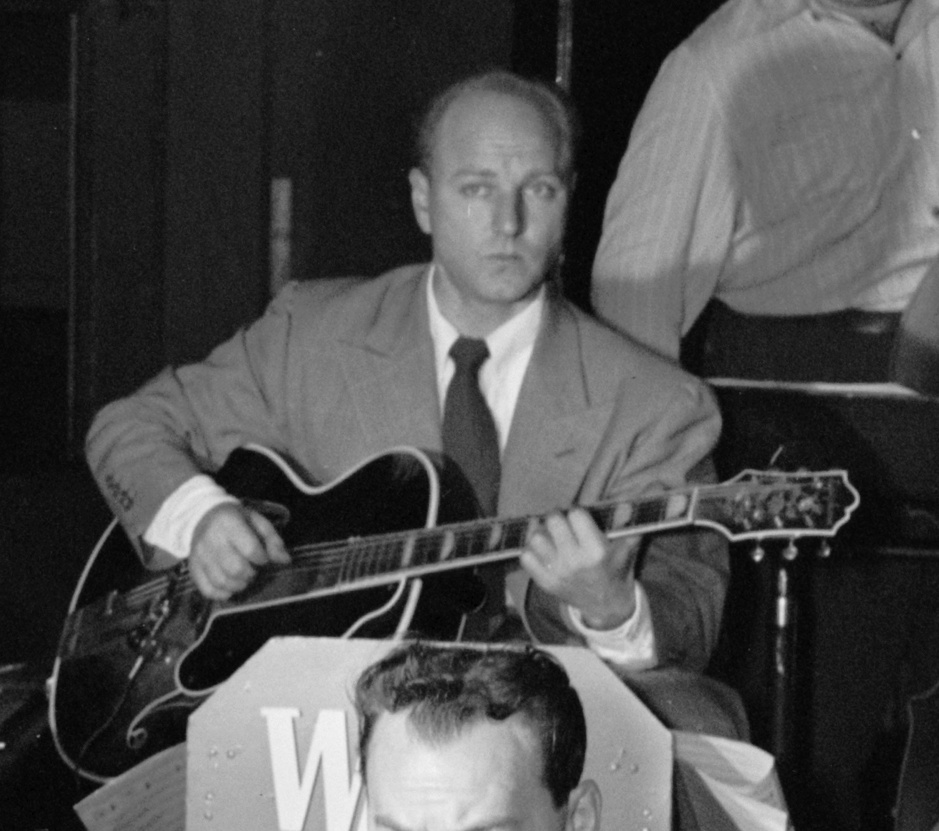
Billy Bauer, 1946
(foto: William P. Gottlieb)

William H. Bauer (New York, 14 november 1915 – aldaar, 17 juni 2005) was een Amerikaanse jazz-gitarist.

## Biografie
Bauer speelde aanvankelijk banjo, daarna richtte hij zich op de gitaar en oriënteerde zich daarbij op het spel van Allan Reuss. In 1939 speelde hij bij Jerry Wald. Van 1944 tot 1946 was hij lid van Woody Herman's First Herd; hij speelde met Neal Hefti, Charlie Ventura en de band van Chubby Jackson (1947). In de jaren 1946-1949 maakte hij deel uit van de groep van Lennie Tristano; hij speelde mee op de legendarische opnamen van mei 1949 voor Capitol Records (terug te vinden op het album Crosscurrents, een heruitgave uit 1972).
Bauer was een van de belangrijkste gitaristen uit die tijd, een speler die de elastische frasering van Charlie Christian vermeed maar een metalige klank voortbracht. Later werkte Bauer met J.J. Johnson en Kai Winding (1954), Bobby Hackett en Jack Teagarden (1957), Cootie Williams en Rex Stewart (1957) alsook met Benny Goodman (1958). Tevens werkte hij weer met Tristano en speelde hij met Lee Konitz. In 1956 nam hij zijn enige album op, Plectrist. In 1997 gaf hij voor de laatste keer een openbaar optreden.
Verder werkte hij als muziekpedagoog en studiomuzikant. Hij bezat ook een muziekuitgeverij.
Zijn duo's met Konitz vormden een voorbeeld voor de duo's van Albert Mangelsdorff en Attila Zoller.